# Montecarotto
Montecarotto település Olaszországban, Marche régióban, Ancona megyében. Lakosainak száma 1836 fő (2023. január 1.). Montecarotto Belvedere Ostrense, Ostra Vetere, Rosora, Arcevia, Ostra, Poggio San Marcello és Serra de' Conti községekkel határos.

## Népesség
A település lakossága az elmúlt években az alábbi módon változott:
| Lakosok száma | 1957 | 1920 | 1836 |
|               | 2017 | 2018 | 2023 |